# Vlaho Dubrovčanin
Vlaho ili Blaž Dubrovčanin bio je hrvatski slikar iz prve polovine 16. stoljeća.
Odradio je više zidnih slika u crkvi Svetog Duha u Novoj Vasi kod Šušnjevice u Istri. Potpisao se iznad djela Poklonstvo triju kraljeva: ...OPUS FECIT MAGISTER BIAXIO RAGUSEO...
Prema nekima istovjetan je s Vladislavom (Vlahom), bratom hrvatsko slikara Nikole Božidarevića.

### Članci
- Fučić, Branko. 1989. Dubrovčanin, Vlaho. Hrvatski biografski leksikon. Zagreb.  journal zahtijeva |journal= (pomoć)